# Eremophila purpurascens
Eremophila purpurascens är en flenörtsväxtart som beskrevs av R.J. Chinnock. Eremophila purpurascens ingår i släktet Eremophila och familjen flenörtsväxter. Inga underarter finns listade i Catalogue of Life.